# 桑山忠明
桑山 忠明（くわやま ただあき、1932年3月4日 - 2023年8月20日）は、日本の美術家。ミニマル・アートの先駆者として知られる。

## 生涯
愛知県名古屋市生まれ。東京芸術大学日本画科卒業。1958年に渡米して以降、ニューヨークを拠点に活動した。2023年8月20日、脳出血のため米国で死去、91歳没。

## 主な作品収蔵先
- グッゲンハイム美術館
- ニューヨーク近代美術館
- ベルリン国立美術館
- 東京国立近代美術館
- 国立国際美術館 など

## 書籍
- 「Tadaaki Kuwayama」ISBN 9783936681802
- 「Japanese Art Now: Tadaaki Kuwayama & Rikuro Okamoto」ISBN 9780913304112